# Sulaiman (sultan de Brunei)
Sulaiman est le cinquième sultan de Brunei. Il règne de 1432 jusqu'à son abdication en faveur de son fils Bolkiah, en 1485. Il meurt en 1511.